# Cat Person (film)
Cat Person è un film del 2023 diretto da Susanna Fogel. 
La pellicola è l'adattamento cinematografico dell'omonimo racconto del 2017 scritto da Kristen Roupenian.

## Trama
Margot è una studentessa universitaria del secondo anno che lavora in un cinema. Qui conosce Robert, un uomo più grande, con cui intraprende una relazione.

## Produzione
Nel giugno 2021 StudioCanal e Imperative Entertainment hanno annunciato che avrebbero adattato il racconto di Kristen Roupenian per il grande schermo, dando una sfumatura thriller alla storia.
Le riprese si sono svolte nel New Jersey nell'autunno 2021.

## Promozione
Il primo trailer del film è stato pubblicato il 24 agosto 2023.

## Distribuzione
Il film è stato presentato in anteprima mondiale il 21 gennaio 2023 in occasione del Sundance Film Festival, per poi essere distribuito nelle sale statunitensi il 6 ottobre dello stesso anno.

## Accoglienza
Il film è stato accolto freddamente dalla critica. L'aggregatore di recensioni Rotten Tomatoes riporta il 44% di recensioni positive, con un punteggio medio di 5,5 su 10.